# Google URL Shortener
Google URL Shortener, також відомий як goo.gl, був сервісом скорочення URL-адрес, що належав Google, що був запущений у грудні 2009 року і спочатку використовувався для Google Toolbar і Feedburner. Компанія запустила окремий веб-сайт goo.gl у вересні 2010 року.
Google замінив службу внутрішньо на Firebase Dynamic Links, яка тепер використовується для скорочення посилань для продуктів Google Maps і Google Workspace.
Користувач міг отримати доступ до списку URL-адрес, які були скорочені в минулому після входу в обліковий запис Google. Реєструвалися аналітичні дані в режимі реального часу, включаючи трафік за певний час, найпопулярніші джерела переходу та профілі відвідувачів. З міркувань безпеки Google додав систему автоматичного виявлення спаму на основі тієї ж технології фільтрації, що й у Gmail.
Сервіс не приймав нових користувачів з 13 квітня 2018 року, а 30 березня 2019 року Google припинив роботу служби і для існуючих користувачів. Однак існуючі скорочені посилання продовжуватимуть переспрямовувати до повних посилань. Його замінили на Firebase Dynamic Links, але існуючі посилання не стали динамічними посиланнями автоматично.